# Max Bahon
Pour les articles homonymes, voir Bahon.
Max Emmanuel Théodore Pierre Bahon est un ancien directeur général et vice-président de la Compagnie du Canal de Suez, né le 25 décembre 1871 à Laval, décédé le 28 janvier 1959 à Paris, ingénieur du génie maritime et industriel français.

## Biographie

### Origine et études
Max Bahon est le fils de Théodore Bahon, professeur de mathématiques au Lycée de Laval, et le frère de Carle Bahon. Il se distingue dès le lycée de Laval par de brillants succès scolaires, aussi bien en lettres qu’en sciences. Il s’oriente vers l’École polytechnique où il est reçu en 1891. 
Les deux frères, grâce aux relations paternelles, sont introduits dans les milieux les plus cultivés de la capitale ; ils y font la connaissance notamment de Gaston Boissier et les Funck-Brentano. Les années d’études passent vite : en 1893, il sort de l’école Polytechnique; et après deux années d’école d’application, il est affecté à l’Arsenal de Brest.

### Marine nationale
Ingénieur à Brest, il est presque aussitôt affecté aux grandes constructions ; il commence par la refonte du Courbet en 1898. Les qualités dont il fait preuve dans la conduite de ce premier chantier, sont telles qu’on lui confie la construction du cuirassé "République", de 15 000 t.
Après avoir achevé la "République" et acquis son brevet de grand constructeur, Max Bahon passe, en 1907, de Brest à Lorient pour y commencer le cuirassé  « Mirabeau » ; mais il ne le mène que jusqu’au lancement, ayant été nommé au Service Technique en 1909.
Dans son nouveau poste, il prend une part active aux essais à la mer de trois unités de la même classe : « Danton », « Diderot » et « Condorcet ».
L’activité essentielle de Max Bahon pendant ces 16 ans de séjour à Brest et à Lorient, porte sur ces trois cuirassés mais aussi sur les nombreux travaux auxquels il prend une part prépondérante. Ces travaux, par leurs résultats, ont influé sur l’évolution des flottes françaises de combat : Les cuirassés 18 000 t sont munis d’une protection spéciale contre les torpilles ; c’est Max Bahon qui est chargé d’exécuter le caisson expérimental destiné à mettre au point le dispositif que portent les navires. Max Bahon est chargé à la fin de l'année 1907, de construire un caisson d’expérience, reconstituant dans tous les détails, munitions comprises, de la tranche des soutes arrière de « l’Iéna ». La contribution de Max Bahon à l’étude des explosions et de la protection contre leurs effets, ne se borne d’ailleurs pas aux recherches que les caissons expérimentaux du « Mirabeau » et de « l’Iéna » suscitaient ; il est pendant son séjour à Lorient, membre de la commission de Gâvres (recette des projectiles) et de la commission des blindages ; il est en outre à Paris, membre de la commission des poudres  et explosifs.
Max Bahon arrive à Paris avec une richesse d’expérience trop complète pour qu’elle ne soit pas mise à profit par les ingénieurs élèves du Génie maritime. Déjà à Brest, il avait suivi des cours à l’École Supérieure de Maistrance qui forme les cadres supérieurs du personnel technique des arsenaux. À l’école du Génie maritime (1910-1914) il dispense le cours de construction des navires, mettant les rédactions de ses prédécesseurs à jour des progrès les plus récents réalisés en charpentage et en aménagements ; il développe notamment tout ce qui concerne la réfrigération des soutes et le hissage des embarcations par les grues à grande puissance. 
Enfin en février 1914, il commence à enseigner à l’École Supérieure de la Marine, qui prépare l’élite des officiers français à l’exercice des hauts commandements ; mais la guerre vient interrompre l’enseignement capital qu’il entreprend. Des tâches urgentes vont le solliciter et motiver plusieurs missions à Brest et à Lorient : la construction des ponts militaires qui assurent les communications de l’armée avec l’arrière, après la dévastation de la bataille de la Marne ; la conception et la construction de douze canonnières qui sont affectées à la défense des canaux du Nord.
En 1916, il est de retour à la Direction des constructions navales pour y diriger le bureau des réparations. La guerre sur mer s'intensifie et il s’agit de ne pas succomber sous le poids croissant des pertes et de l’usure. L’un des problèmes les plus graves et le plus controversé, qu’il résout alors avec succès, est sans doute celui de l’augmentation de la portée de la grosse artillerie des cuirassés français.

### Compagnie Générale du Canal de Suez
À la veille de la guerre il sollicite son congé de la Marine pour entrer au service de la Compagnie Générale du Canal de Suez ; mais la mobilisation suspend son départ. Il est ensuite envoyé en Égypte comme ingénieur capable de diriger les travaux de réparation des navires alliés qui franchissent le canal. Sur la demande du Gouverneur Général Jonnart, Président de la Compagnie du Canal de Suez, Max Bahon est mis à sa disposition, en avril 1918, à Port-Saïd en qualité d’Ingénieur en Chef Adjoint.
Très rapidement, nommé ingénieur en chef à Ismaïlia, il regagne définitivement Paris en 1920, pour exercer au siège les fonctions de directeur adjoint. Max Bahon accède à la Direction Générale en 1926, au conseil d’administration et au comité de direction en 1935, à la vice-présidence en 1942 : il y demeure jusqu’en 1957. Durant cette collaboration de près de quarante années, il montre pleinement ses qualités de technicien, de  diplomate et de chef d’entreprise.C’est sous son autorité que qu'est exécuté en dix années le sixième et fameux programme de travaux du canal, celui qui ouvre une nouvelle voie d’eau aux grands navires de la taille de l’Île-de-France, et qui réduit de deux heures la durée moyenne du passage, pour un trafic majoré de 30 %.  
Parallèlement, il fait construire un vaste ensemble de logements pour le personnel, aménageant les ateliers généraux de Port-Fouad. 

### Associations
Il est président de la Société Amicale du Génie maritime, fondation à laquelle il participe après Emmanuel Rousseau en 1941. Il est aussi président de l’Association Technique Maritime et Aéronautique, à partir de 1938. Cette Présidence, qu’il exerce pendant seize années, connait des jours difficiles sous l’occupation : il sait maintenir intacte la dignité de ce groupement et assurer un nouvel essor au lendemain de la guerre. Il répond avec la même inlassable générosité aux sollicitations des conseils de la Société des Amis du Musée de la Marine, de l’Association Centrale de Sauvetage des Naufragés, de l’Association France-Grande-Bretagne, de la Société des Amis de l’École polytechnique.

### Académie de Marine
L’Académie de Marine, dès 1929, l'accueille dans sa Section économique après la disparition du président Dal Piaz. En 1935, elle l’appelle à succéder à Joannes Trammond en qualité de secrétaire ; elle le nomme en 1937 secrétaire perpétuel adjoint, et en 1955, secrétaire perpétuel après le décès de l’Amiral Lacaze.
Sa désignation à cette haute fonction se trouve justifiée par la fidélité qu’il n’a cessé de témoigner à la compagnie. Il lui présente plusieurs communications sur les grandes voies maritimes : Canal de Panama, et surtout Canal de Suez dont il peut témoigner.

## Distinctions
- Commandeur de la Légion d'honneur (12 juillet 1928)
- Officier d'académie

## Publications
- L'Électricité dans la marine. Cours d'électricité pratique professé à l'École supérieure de maistrance, Paris-A. Challamel, 1904. In-8°, VIII-452 p., fig. ;
- Compagnie universelle du canal maritime de Suez. Réunion du 15 février 1927. Allocution adressée à M. Edgar Bonnet par M. Max Bahon... - Réponse de M. Edgar Bonnet... Paris, impr. de E. Desfossés, (1927). In-8°, 12 p. ;
- Le Canal de Panama, le percement de l'isthme et le canal d'aujourd'hui, communication faite par M. Max Bahon... Paris, Société d'éditions géographiques, maritimes et coloniales, 1933. In-8°, paginé 171-196, carte. Extrait de "Académie de marine". Communications et Mémoires. Séance du 17 avril 1931 ;
- Académie de Marine. Le Libre Usage du canal de Suez et sa neutralité, communication faite par M. Max Bahon... (séance du 23 avril 1936), Mesnil (Eure), impr. Firmin-Didot ; Paris, Société d'éditions géographiques, maritimes et coloniales, 17, rue Jacob, 1936. (30 octobre.) In-8, 27 p.